# The Flash (filme)
The Flash é um filme de super-heróis norte-americano baseado no personagem da DC Comics de mesmo nome. Produzido pela The Disco Factory e Double Dream, distribuído pela Warner Bros. Pictures, ele é o décimo terceiro filme do Universo Estendido DC. O filme é dirigido por Andy Muschietti a partir de um roteiro de Christina Hodson, e estrelado por Ezra Miller como Barry Allen / Flash ao lado de Ben Affleck, Michael Keaton, Sasha Calle, Kiersey Clemons, Maribel Verdú e Ron Livingston. Em The Flash, Allen viaja no tempo para evitar o assassinato de sua mãe, o que traz consequências indesejadas.
O desenvolvimento de um filme baseado no Flash começou em 2004, com vários escritores e diretores vinculados ao projeto até 2014. O filme foi então redesenhado como parte do DCEU, com Miller escalado como personagem-título. Vários diretores foram contratados para o filme nos anos seguintes, com Seth Grahame-Smith, Rick Famuyiwa e a dupla de John Francis Daley e Jonathan Goldstein deixando o projeto devido a diferenças criativas. Muschietti e Hodson se juntaram ao filme em julho de 2019, e a pré-produção começou em janeiro de 2020. O filme é influenciado pela história em quadrinhos Flashpoint, apresentando vários personagens da DC Comics, incluindo Affleck e Keaton como versões diferentes do Batman. As filmagens começaram em abril de 2021 no Warner Bros. Studios, Leavesden, na Inglaterra, e terminaram em outubro de 2021.
The Flash foi lançado nos Estados Unidos em 16 de junho de 2023. O filme recebeu críticas de tom misto dos críticos, com elogios por seu enredo, sequências de ação, humor e performances (particularmente de Miller e Keaton), mas críticas negativas foram direcionadas a qualidade de seus efeitos visuais e ao roteiro.

## Sinopse
Barry Allen viaja no tempo para evitar o assassinato de sua mãe, o que traz consequências não intencionais para sua linha do tempo.

## Elenco
- Ezra Miller como Barry Allen / Flash: Um investigador forense da polícia de Central City e membro da Liga da Justiça que pode se mover em velocidades sobre-humanas usando a Força da Aceleração.[10] Miller descreveu Allen como multidimensional, com falhas humanas.[11] Ian Loh retrata um jovem Barry Allen,[12] enquanto Miller também retrata uma versão alternativa de Allen do Universo de Michael Keaton.[13]
- Ben Affleck como Bruce Wayne / Batman: Um rico socialite de Gotham City, o benfeitor e líder da Liga da Justiça e dono da Wayne Enterprises que se tornou o vigilante conhecido como Batman após o assassinato de seus pais. O diretor Andy Muschietti disse que o personagem tem um impacto emocional substancial no filme por meio de seu relacionamento com Barry Allen, em parte porque suas mães foram assassinadas.[14]
- Michael Keaton como Bruce Wayne / Batman: Uma versão mais antiga de Wayne de um universo alternativo.[14][15] Keaton repete seu papel dos filmes Batman (1989) e Batman Returns (1992), com este filme ignorando os eventos dos filmes subsequentes Batman Forever (1995) e Batman & Robin (1997), nos quais Keaton não estrelou.[16]
- Sasha Calle como Kara Zor-El / Supergirl: Uma poderosa kryptoniana com poderes, habilidades e trajes semelhantes aos do Superman,[17][18] em Man of Steel (2013) é visto uma capsula kryptoniana aberta sugerindo ser da Supergirl, no filme a versão da Supergirl de Calle será prima do Superman de Henry Cavill.[19] A atriz Brasileira Bruna Marquezine foi considerada para o papel.[20]
- Kiersey Clemons como Iris West: Uma jornalista do Picture News e interesse amoroso de Barry Allen. Clemons repete seu papel da versão do diretor de 2021, Zack Snyder's Justice League, após ter suas cenas removidas da versão de cinema.[21]
- Ron Livingston como Henry Allen: O pai de Barry, que foi injustamente condenado pelo assassinato de sua esposa. Livingston substitui Billy Crudup que por conflítos de agenda não pode reprisar seu papel, Billy interpretou o personagem em Justice League (2017) e em Zack Snyder's Justice League.[12]
- Maribel Verdú como Nora Allen: A mãe de Barry que foi assassinada em sua juventude. Seu marido Henry foi culpado por sua morte, seu filho Barry volta no tempo para salva-la alterando todo o Universo.[22]

Além disso, Saoirse-Monica Jackson, Rudy Mancuso e Luke Brandon Field foram escalados para papéis não revelados.

## Produção

### Desenvolvimento
Em outubro de 2014, o presidente da Warner Bros. Kevin Tsujihara, anunciou durante um evento oficial da Warner, futuros filmes do Universo Estendido da DC até 2020, e entre eles estavam o filme solo do super-herói Flash, que estava já previsto para estrear no ano de 2018, com Ezra Miller confirmado no elenco como Flash.
Em outubro de 2015, o roteirista e diretor Seth Grahame-Smith, revelou que após negociações com a Warner Bros. iria dirigir e escrever o roteiro do filme do Flash com a data de estreia prevista para 3 de março de 2018.
Em abril de 2016, o diretor e roteirista Seth Grahame-Smith anunciou que sairia da direção do filme solo do Flash, do Universo Estendido da DC, por "diferenças criativas", mas o roteiro escrito por ele continuará no filme.
Uma semana após a saída de Seth Grahame-Smith da Direção do filme solo do Flash, a Warner Bros. anunciou que o novo diretor do filme do Flash será Rick Famuyiwa, que iria dirigir o roteiro de Seth Grahame-Smith, após mudanças na produção do desenvolvimento do filme, The Flash teve sua data de estreia remarcada para 16 de março de 2018. Com a saída de Famuyiwa da direção, o filme perdeu sua data de estreia.
Em março de 2018, os diretores John Francis Daley e Jonathan Goldenstein assumiram a direção do longa, e provavelmente irão reescrever o roteiro mais uma vez. Devido a diferenças criativas com o ator Ezra Miller e o estúdio, os diretores decidem abandonar a produção do filme.
Em Julho de 2019, Andy Muschietti entra em negociações para assumir a direção, juntamente com Christina Hodson para trabalhar no roteiro do filme. Caso a contratação do diretor e da roteirista seja efetivada, o estúdio pretende iniciar a pré-produção do filme em janeiro de 2020. Com isso, espera-se que o ator Ezra Miller se mantenha no papel com uma possível renovação do contrato que havia expirado em março de 2019. Em 03 de julho de 2019, a contratação do diretor Andy Muschietti foi confirmada. O filme será baseado na HQ Ponto de ignição, porém com algumas diferenças.

### Elenco
Com a confirmação do filme solo, Ezra Miller confirmou o seu retorno automaticamente. O ator Billy Crudup chegou a ser retirado do filme de acordo com rumores, porém a Warner confirmou que o mesmo continua na produção. No dia 20 de agosto de 2020, foi confirmado o retorno de Ben Affleck no papel de Batman. No mesmo dia, Michael Keaton também teve seu retorno confirmado no papel de Batman depois de 28 anos. No dia 12 de março de 2021, Billy Crudup deixou o elenco devido a conflitos de agenda. Maribel Verdú foi confirmada como Nora Allen, enquanto Kiersey Clemons foi convocada para interpretar a Iris West, Segundo a Variety o ator Ian Loh foi escalado para viver o pequeno Barry e Monica Jackson e Rudy Mancuso já estão confirmados no filme mas seus papéis que ainda não foram divulgados e Ron Livingston foi o escolhido para substituir Billy Crudup no papel de Henry Allen.

### Filmagens
O diretor Andy Muschietti por meio do seu instagram confirmou o inicio das filmagens no dia 19 de abril de 2021 em Londres. Em outubro do mesmo ano, Muschietti revelou que as filmagens haviam terminado.

## Lançamento
The Flash foi lançado pela Warner Bros. Pictures nos Estados Unidos em 16 de junho de 2023. O filme foi inicialmente programado para ser lançado em 23 de março de 2018, quando a Warner Bros. anunciou pela primeira vez sua lista de filmes da DCEU, antes de ser transferido para 16 de março. Em julho de 2016, esta data de lançamento foi dada a Tomb Raider, e The Flash não recebeu outra data de lançamento até a contratação de Andy Muschietti em julho de 2019, após o qual o filme foi programado para ser lançado em 1 de julho de 2022.  Foi então transferido para 3 de junho de 2022, antes de ser adiado para 4 de novembro de 2022, depois que a Warner Bros. mudou seu cronograma de lançamento devido à pandemia de COVID-19. Mudou para a data de junho de 2023, quando a Warner Bros. ajustou novamente seu cronograma de lançamento, desta vez devido aos impactos da COVID-19 na carga de trabalho dos fornecedores de efeitos visuais. O filme estará disponível para transmissão na HBO Max 45 dias após seu lançamento. No Brasil, o filme foi lançado um dia antes dos Estados Unidos, no dia 15 de junho de 2023.

## Recepção

### Bilheteria
Nos Estados Unidos e no Canadá, The Flash estreou junto com Elemental e The Blackening, sendo inicialmente projetado para arrecadar US$ 68-85 milhões em 4 232 salas de cinema em seu fim de semana de estreia. Após arrecadar US$ 25,4 milhões no seu primeiro dia (incluindo na noite de prévias de US$ 9,7 milhões de quinta-feira), as estimativas caíram para US$ 60 milhões. Ele teve uma estreia doméstica de US$ 55,1 milhões, com US$ 75 milhões adicionais dos mercados internacionais, para uma estreia mundial de US$ 130,1 milhões (muito abaixo das expectativas). O The Hollywood Reporter atribuiu a abertura baixa às várias controvérsias em torno de Miller, competindo também com Spider-Man: Across the Spider-Verse e em meio a críticas medianas.
O filme acabou sendo um enorme fracasso de bilheteria, gerando para a Warner Bros um prejuízo superior a US$ 200 milhões de dólares.

### Crítica
No site agregador de resenhas Rotten Tomatoes, o filme teve uma média de aprovação de 64% baseado em 345 resenhas de especialistas, com uma nota média de 6,3 (de 10). O consenso do site diz: "Embora pareça muito com um carretel de chiar dos maiores sucessos da DC para ficar totalmente de pé, The Flash tem coração e força suficientes para manter um passo confiante". Já no site Metacritic, que usa uma média ponderada, atribuiu ao filme uma pontuação de 56 (de 100), com base em 54 críticos, indicando uma "recepção mista ou média".
No geral, The Flash por suas sequências de ação e performance dos atores (especialmente Miller e Keaton), mas foi criticado por seu CGI e o terceiro ato. Uma pesquisa com o público do CinemaScore deu ao filme uma nota média de "B" (de uma escala de A+ a F), empatado com Batman v Superman: Dawn of Justice (2016) como a menor nota para o filme da DCEU, enquanto segundo o PostTrak cerca 59% dizendo que eles definitivamente recomendariam o longa.